# Fernsehturm Shijiazhuang
Der Fernsehturm Shijiazhuang (chinesisch 石家庄电视塔, Pinyin Shíjiāzhuāng Diànshìtǎ) ist ein 280 Meter hoher, 1998 errichteter Fernsehturm in Stahlfachwerkbauweise in Shijiazhuang, China. Er ist mit einer für Besucher zugänglichen Aussichtsplattform ausgestattet. Der Turm, der sich vom Grundaufbau an den Oriental Pearl Tower in Shanghai anlehnt, wird von drei Stahlgitterpfeilern gestützt.